# Primeira Divisão 1979-80
La Primeira Divisão 1979/80 fue la 46.ª edición de la máxima categoría de fútbol en Portugal. Sporting de Portugal ganó su 15° título. El goleador fue Rui Jordão del equipo campeón con 31 goles.

## Tabla de posiciones
| Pos | Equipo               | PJ | PG | PE | PP | GF | GC | Pts |                               |
| --- | -------------------- | -- | -- | -- | -- | -- | -- | --- | ----------------------------- |
| 1   | Sporting de Portugal | 30 | 24 | 4  | 2  | 67 | 17 | 52  | Copa de Campeones de Europa   |
| 2   | Porto                | 30 | 22 | 6  | 2  | 59 | 9  | 50  | Copa UEFA                     |
| 3   | Benfica              | 30 | 19 | 7  | 4  | 79 | 21 | 45  | Recopa de Europa              |
| 4   | Boavista             | 30 | 15 | 7  | 8  | 44 | 30 | 37  | Copa UEFA                     |
| 5   | Belenenses           | 30 | 13 | 8  | 9  | 33 | 38 | 34  |                               |
| 6   | Vitória Guimarães    | 30 | 11 | 10 | 9  | 42 | 38 | 32  |                               |
| 7   | Espinho              | 30 | 11 | 6  | 13 | 29 | 42 | 28  |                               |
| 8   | Portimonense         | 30 | 10 | 6  | 14 | 32 | 49 | 26  |                               |
| 9   | Braga                | 30 | 10 | 6  | 14 | 34 | 40 | 26  |                               |
| 10  | Varzim               | 30 | 8  | 10 | 12 | 37 | 45 | 26  |                               |
| 11  | Marítimo             | 30 | 9  | 8  | 13 | 25 | 37 | 26  |                               |
| 12  | Vitória Setúbal      | 30 | 9  | 5  | 16 | 29 | 41 | 23  |                               |
| 13  | Leiria               | 30 | 6  | 9  | 15 | 26 | 49 | 21  | Descenso a la Segunda Divisão |
| 14  | Estoril-Praia        | 30 | 5  | 11 | 14 | 18 | 37 | 21  | Descenso a la Segunda Divisão |
| 15  | Beira-Mar            | 30 | 5  | 10 | 15 | 24 | 46 | 20  | Descenso a la Segunda Divisão |
| 16  | Rio Ave              | 30 | 5  | 3  | 22 | 22 | 61 | 13  | Descenso a la Segunda Divisão |

|                                |
| Campeón Sporting CP 15° título |